# Узбекистан на зимних юношеских Олимпийских играх 2024
Узбекистан принимал участие в IV зимних юношеских Олимпийских играх, которые проходили с 19 января по 1 февраля 2024 года в Канвондо (Республика Корея). Страну представляли 2 спортсмена, соревновавшихся в горнолыжном спорте. По итогам игр команда не смогла завоевать медали.

## Горнолыжный спорт
| Спортсмен        | Дисциплина                 | Заезд 1       | Заезд 1       | Заезд 2       | Заезд 2       | Итог    | Итог  |
| Спортсмен        | Дисциплина                 | Время         | Место         | Время         | Место         | Время   | Место |
| ---------------- | -------------------------- | ------------- | ------------- | ------------- | ------------- | ------- | ----- |
| Рауан Раимкулов  | Юноши, супергигант         | Не проводится | Не проводится | Не проводится | Не проводится | 1:00.24 | 47    |
| Рауан Раимкулов  | Юноши, гигантский слалом   | 54.43         | 50            | 51.11         | 39            | 1:45.54 | 38    |
| Рауан Раимкулов  | Юноши, слалом              | 53.59         | 50            | 59.08         | 31            | 1:52.67 | 31    |
| Рауан Раимкулов  | Юноши, комбинация          | 59.72         | 48            | 1:02.87       | 33            | 2:02.59 | 34    |
| Сабина Реджепова | Девушки, супергигант       | Не проводится | Не проводится | Не проводится | Не проводится | 1:04.07 | 49    |
| Сабина Реджепова | Девушки, гигантский слалом | 58.84         | 41            | 1:01.54       | 34            | 2:00.38 | 34    |
| Сабина Реджепова | Девушки, слалом            | 1:02.48       | 51            | 1:00.26       | 37            | 2:02.74 | 36    |
| Сабина Реджепова | Девушки, комбинация        | 1:04.73       | 50            | 1:04.27       | 33            | 2:09.00 | 34    |